# Tushratta
Tushratta fue el noveno rey de Mitani. Reinó de 1380 a 1350 a. C., aproximadamente, con los títulos de Rey de Mitanni y Rey de Khurri.

## Historia
Al morir el rey Shuttarna II, su sucesor fue su hijo Artashumara, quien gobernó durante unos pocos años antes de ser derribado por un complot que sentó en el trono al hermano de este, Tushratta, menor de edad, y del que se pensó que fuese una marioneta; pero Tushratta demostró estar bien curtido en las intrigas cortesanas y se deshizo sin mayores problemas de los asesinos de su hermano.

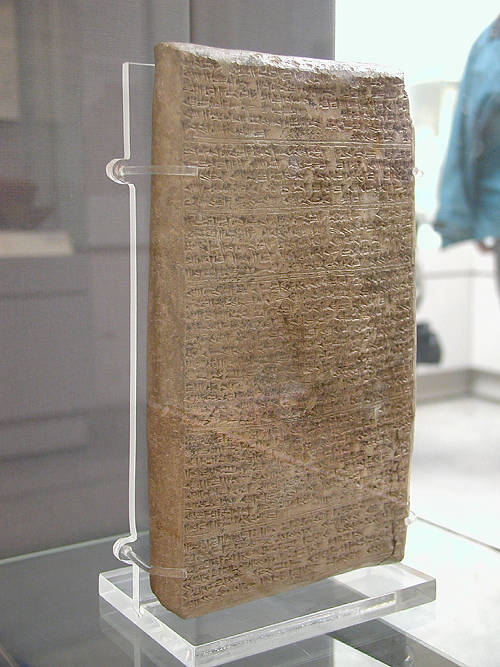
Tablilla cuneiforme con una carta de Tushratta a Amenhotep III. Museo Británico.

En aquellos años Mitani vivía acosado por todos sus flancos por reinos e imperios con afanes claramente imperialistas. De todos ellos el más peligroso era los Hati, pueblo guerrero de Anatolia cuyo monarca, Suppiluliuma I comenzaba a expandir sus territorios por el norte de Siria, acercándose peligrosamente al área de influencia mitanio. La excusa que daría comienzo a las hostilidades entre ambos países fue el apoyo que otorgó Suppiluliuma a otro hermano de Tushratta, también candidato al trono, que se autoproclamó Artatama II, "Rey de los hurritas".
Así, aunque teóricamente apoyaban la candidatura del usurpador Artatama, los hititas trabajaron por propio interés, comenzando a adueñarse del Alto Éufrates y del Líbano, tejiendo además una complicada madeja de alianzas con los príncipes sirios en detrimento de Mitani. Desesperado por el cariz que estaban tomando las cosas, Tushratta fomentó la amistad con el principal rival de los hititas, Egipto, y hace casar primero a su hermana Giluhepa y después a su hija Taduhepa con el faraón Amenhotep III. Como contrapartida, el egipcio apoyó a Mitani y le envió oro con el que financiar una guerra contra Artatama y los hititas.
Comprendiendo que una guerra entre una coalición de hititas y sirios y otra de egipcios y mitanios estaría demasiado igualada, el hábil Suppiluliuma optó por esperar una ocasión más propicia que no tardaría mucho en llegar: la muerte de Amenhotep III y la subida al trono de un nuevo faraón, su hijo Amenhotep IV, quien después tomaría el nombre de Ajenatón. Pese a los esfuerzos de Tushratta por mantener la amistad con el faraón (tal y como registran las cartas de Amarna, en donde recuerda a Ajenatón y a la reina madre Tiy su amistad con el país, y les conmina a que le echen una mano frente a los hititas), Ajenatón demostró no mantener el mínimo interés ni por Mitani ni por las colonias egipcias en Siria-Palestina, y no contestó a las peticiones de ayuda tanto militar como económica de su "hermano" mitanio.
Desesperado, Tushratta trató de recomponer sus alianzas con los principados sirios, pero ya la mayoría estaban bajo la influencia hitita, y Suppiluliuma no tardó en invadir Mitani y llegar a su capital, de dónde huyó Tushratta y toda su corte. Aquel modesto reino, que en su tiempo había sido la llave de Siria, tenía los días contados y no pasó mucho hasta que fue completamente devorado por hititas y por asirios. La reacción de Egipto llegó demasiado tarde, haciendo retroceder a Suppiluliuma a la fortaleza de Qadesh. La guerra entre ambos imperios acababa de comenzar, pero Mitani ya no existía como tal.
Tushratta murió asesinado por uno de sus hijos, y con ello comenzaba la guerra civil que desintegraría del todo Mitani. Artatama II, el favorito de los hititas, y su hijo Shuttarna III, el de los asirios, acabaron por perder apoyos frente a un hermano o hijo del difunto Tushratta, Shattiwaza, que gobernó como títere de los todopoderosos hititas.